# بیل مونرو
بیل مونرو (انگلیسی: Bill Monroe؛ زاده ۱۳ سپتامبر ۱۹۰۹ درگذشته ۹ سپتامبر ۱۹۹۶) یک موسیقی‌دان اهل ایالات متحده آمریکا بود.